# Glyphis hastalis
El tiburón fluvial de Gran Bretaña (Glyphis hastalis) es una especie extinta de tiburón lanza que probablemente vivió en los ríos de Gran Bretaña. Era un tiburón fluvial perteneciente al género Glyphis de la familia Carcharhinidae del Orden Carcharhiniformes. 